# Dukla Banska Bystrica
Dukla Banska Bystrica ist ein slowakisches Radsportteam mit Sitz in Banská Bystrica.

## Organisation und Geschichte
Das Team wurde 2004 in Trenčín gegründet und besitzt seit 2005 eine Lizenz als UCI Continental Team. Von 2007 bis 2011 und war die Fahrradmarke Merida Co-Sponsor und stattete die Mannschaft auch mit Rädern der Firma aus. Von 2012 bis 2015 tat dies Trek. 2016 verlegte das Team seinen Sitz nach Banská Bystrica, Teammanager ist seitdem Martin Fraňo. Ebenso seit 2016 ist Merida erneut Radausrüster des Teams.
Das Team nimmt hauptsächlich an Rennen der UCI Europe Tour teil, erzielte aber auch wiederholt Erfolge auf der UCI Africa Tour. Die nach der Anzahl von Siegen erfolgreichste Saison war 2019 mit neun Siegen. Bekanntester ehemaliger Fahrer des Teams ist Peter Sagan, der 2009 vor seinem internationalen Durchbruch eine Saison für das Team an den Start ging.

## Erfolge pro Saison
| Rennserie                 | 2004 | 2005 | 2006 | 2007 | 2008 | 2009 | 2010 | 2011 | 2012 | 2013 | 2014 | 2015 | 2016 | 2017 | 2018 | 2019 | 2020 | 2021 | 2022 | 2023 | 2024 |
| ------------------------- | ---- | ---- | ---- | ---- | ---- | ---- | ---- | ---- | ---- | ---- | ---- | ---- | ---- | ---- | ---- | ---- | ---- | ---- | ---- | ---- | ---- |
| UCI ProSeries             | -    | -    | -    | -    | -    | -    | -    | -    | -    | -    | -    | -    | -    | -    | -    | -    | -    | -    | -    | -    | -    |
| UCI Continental Circuits  | 5    | 3    | 5    | 5    | 7    | 5    | 2    | 2    | 1    | 5    | 4    | 4    | 3    | 2    | 4    | 6    | 2    | -    | -    | 4    | -    |
| nationale Meisterschaften | -    | -    | 1    | -    | -    | 1    | -    | 1    | -    | 1    | 2    | -    | -    | -    | 1    | 3    | 2    | 1    | 2    | 1    | 1    |

## Platzierungen in UCI-Ranglisten
UCI-Weltrangliste
| World Ranking | World Ranking | World Ranking         | World Ranking |
| Jahr          | Teamwertung   | Einzelwertung         |               |
| ------------- | ------------- | --------------------- | ------------- |
| 2016          | —             | Patrik Tybor (804. )  |               |
| 2017          | —             | Patrik Tybor (463. )  |               |
| 2018          | —             | Juraj Bellan (841. )  |               |
| 2019          | 87.           | Patrik Tybor (501. )  |               |
| 2020          | 41.           | Lukáš Kubiš (249. )   |               |
| 2021          | 64.           | Lukáš Kubiš (263. )   |               |
| 2022          | 107.          | Lukáš Kubiš (392. )   |               |
| 2023          | 67.           | Lukáš Kubiš (311. )   |               |
| 2024          | 99.           | Dominik Dunár (683. ) |               |
|               |               |                       |               |
| Quelle: UCI   |               |                       |               |

UCI Africa Tour
| Saison    | Mannschaftswertung | Fahrerwertung      |
| --------- | ------------------ | ------------------ |
| 2005      | 4.                 |                    |
| 2006      | 7.                 |                    |
| 2007      | 2.                 | Ján Šipeky (7.)    |
| 2008      | 6.                 | Roman Broniš (16.) |
| 2009      | 19.                | Juraj Sagan (132.) |
| 2010      | -                  | -                  |
| 2011      | 10.                | Maroš Kováč (35.)  |
| 2012      | 9.                 | Michal Kolár (45.) |
| 2013      | 8.                 | Maroš Kováč (50.)  |
| 2014-2015 | -                  | -                  |
| 2016      | 12.                | Patrik Tybor (61.) |

UCI America Tour
| Saison    | Mannschaftswertung | Fahrerwertung       |
| --------- | ------------------ | ------------------- |
| 2009      | 34.                | Maroš Kováč (240.)  |
| 2010      | 32.                | Matej Jurčo (248.)  |
| 2011      | 36.                | Maroš Kováč (326.)  |
| 2012-2015 | -                  | -                   |
| 2016      | 44.                | Patrik Tybor (358.) |

UCI Asia Tour
| Saison    | Mannschaftswertung | Fahrerwertung      |
| --------- | ------------------ | ------------------ |
| 2009-2010 | -                  | -                  |
| 2011      | 67.                | Matej Jurčo (333.) |
| 2012-2016 | -                  | -                  |

UCI Europe Tour
| Saison | Mannschaftswertung | Fahrerwertung       |
| ------ | ------------------ | ------------------- |
| 2009   | 54.                | Peter Sagan (64.)   |
| 2010   | 64.                | Maroš Kováč (147.)  |
| 2011   | 72.                | Matej Jurčo (242.)  |
| 2012   | 76.                | Maroš Kováč (174.)  |
| 2013   | 43.                | Michal Kolář (119.) |
| 2014   | 47.                | Erik Baška (71.)    |
| 2015   | 76.                | Patrik Tybor (213.) |
| 2016   | 98.                | Maroš Kováč (810.)  |